# 기바역
기바역(일본어: 木場駅, きばえき)은 일본 도쿄도 고토구에 있는 철도역이다.

## 역 구조
1면 2선의 섬식 승강장이다. 도자이 선에서 가장 지하 깊은 위치에 있다. 개착 공법으로 뚫린 양단부 이외는 단선 실드 공법으로 파였기 때문에 승강장 중앙에 벽이 있어 단선 승강장을 이웃한 듯한 구조이다. 이런 구조 때문에 개찰구와 연결하고 계단, 에스컬레이터는 승강장의 양단에 있고, 그것 이외의 위치에서는 승강장 사이의 횡단은 어렵다. 계단은 에스컬레이터의 뒤쪽에 있다.

### 승강장
| 1 | ○ 도자이 선 | 우라야스・니시후나바시・쓰다누마・도요 가쓰타다이 방면 |
| 2 | ○ 도자이 선 | 오테마치・다카다노바바・나카노・미타카 방면            |

## 역 주변
- 기바 공원
- 기바 병원
- 기바 우체국
- APA 호텔
- 데이나이스 호텔 도쿄
- 후지 골프 센터
- 기바 5초메 교차점
- 다이마루 마쓰자카 백화점 본사

## 역사
- 1967년 9월 14일: 영업 개시.

## 인접역
| 도쿄 메트로 5호선          | 도쿄 메트로 5호선 | 도쿄 메트로 5호선            |
| -------------------------- | ----------------- | ---------------------------- |
| T12 몬젠나카초 나카노 방면 | 도자이 선         | T14 도요초 니시후나바시 방면 |